# CDATA
El término CDATA, (en inglés character data, en español 'caracteres datos'), se usa para propósitos distintos, pero relacionados, en los lenguajes de marcado SGML y XML. El término indica que una cierta parte del documento son datos de carácter general, en lugar de datos que no son de carácter o datos de carácter con una estructura más específica y limitada.

## Secciones CDATA en XML
En un documento, una sección CDATA es aquella perteneciente a un documento que es marcado para que el analizador sintáctico lo interprete como una cadena de caracteres y no como contenido etiquetado. No hay diferencia semántica entre una cadena de caracteres dentro de una sección CDATA y la sintaxis usa respectivamente.

## Sintaxis e interpretación
Una sección CDATA empieza con la siguiente secuencia
```
<
![CDATA[

```

y termina con la primera ocurrencia de la secuencia
```
]]>

```

Todos los caracteres encerrados entre estas dos secuencias se interpretan como caracteres, no como marcas o referencias de entidad. Cada carácter se toma literalmente, la única excepción es la secuencia ]]> de caracteres. En:
```
<sender>
John
 
Smith
</sender>

```

las etiquetas de "remitente" de inicio y fin se interpretan como marcas. Sin embargo, si se escribe así:
```
<![CDATA[<sender>John Smith</sender>]]>

```

entonces el código se interpreta igual que si se hubiera escrito así:

Es decir, las "etiquetas" tendrán exactamente el mismo estado que 
```
&lt;
sender
&gt;
John
 
Smith
&lt;
/sender
&gt;

```

 serán tratadas como texto.